# Salvador Quemades
Salvador Quemades fou un polític i sindicalista català. Treballava com a impressori el 1916 fou secretari del Sindicat d'Arts Gràfiques de la CNT a Barcelona. Formà part del Comitè de la CRTC que organitzà el Congrés de Sants de juny de 1918, on representà la societat de l'Art d'Imprimir. Va ser redactor de les declaracions finals i de la memòria del congrés. Després del Congrés va ser elegit tresorer del Comitè de la CRTC, càrrec que continuà desenvolupant fins al 1921. El març de 1919 presidí el míting de les Arenes de Barcelona, on es posà fi a la vaga de La Canadenca.
El 1920 va formar part de la comissió de la CNT que es va desplaçar a Madrid a pactar amb la UGT la unitat d'acció amb Salvador Seguí i Evelio Boal. Va participar en la Conferència de Saragossa del juny de 1922, però posteriorment restà marginat del moviment llibertari, per la seva critica a l'apoliticisme i evolucionà cap al republicanisme. El 1934 formava part del Comitè d'Izquierda Republicana. En acabar la guerra civil espanyola es va exiliar i participà en el Govern republicà presidit per Claudio Sánchez Albornoz el 1959.